# Esperantid
Esperantid oder Esperantido heißt jede Plansprache, welche stark vom Esperanto beeinflusst ist. Als erster Esperantid wird das bereits 1888, also ein Jahr nach der Veröffentlichung des Esperanto, von J. Braakman vorgeschlagene Mundolinco angesehen.
Der einzige Esperantid, der jemals eine erwähnenswerte Bewegung von Anhängern hatte, ist Ido. Viele Esperantiden sind eher von Ido als von Esperanto beeinflusst.

## Charakteristika
Den Begriff prägte Claus Killing-Günkel. Er listet die folgenden Charakteristika von Esperantiden auf:
- ein gegenüber dem Esperanto geändertes Alphabet, meist ohne Überzeichen, beispielsweise ch statt ĉ, j statt ĝ, kh oder k statt ĥ, j oder zh statt ĵ, sh oder x statt ŝ, w oder u statt ŭ
- weniger germanische Wortstämme zugunsten von romanischen Wortstämmen, beispielsweise regreti statt bedaŭri (= bedauern), segun statt laŭ (= gemäß, laut), sembli statt ŝajni (= scheinen als ob)
- andere grammatikalische Endungen, beispielsweise -e statt -o für Substantive, -mente statt -e für Adverbien
- ein geändertes Affixsystem, beispielsweise nol- statt mal- (= un-)
- eine ausgeweitete oder naturalistische Korrelativtabelle, beispielsweise semper statt ĉiam (= immer), ubi statt kie (= wo), omni statt ĉiuj (= alle), alies statt aliula (= von jemand anderem)
- die Einführung einer Konjugation, beispielsweise in Unitario und Linguna:

| Unitario      | Linguna             | Esperanto      | Deutsch         |
| ------------- | ------------------- | -------------- | --------------- |
| ego faras     | facym               | mi faras       | ich mache       |
| tuo faras     | dzi fácias          | vi faras       | du machst       |
| ilo faras     | li/shi/id/to fácias | li/ŝi/ĝi faras | er/sie/es macht |
| numos faramas | fáciams             | ni faras       | wir machen      |
| wätos faramas | vi fáciaz           | vi faras       | ihr macht       |
| loros faramas | illi/illai fáciaz   | ili faras      | sie machen      |

Einer der großen Kritikpunkte am Esperanto ist die Simplifizierung von Gegenteilworten. Während in fast allen natürlichen Sprachen viele Gegenteilwörter ihre Wurzeln in verschiedenen Wortstämmen haben (etwa gut–böse), so werden diese im Esperanto aus dem positiven Wort und dem Präfix mal- (bona–malbona) gebildet. Viele Esperantiden, wie etwa Linguna, nahmen dies zum Anlass, eigene Wortstämme gerade auf solchen Gegenteilpaaren aufzubauen, um eine stärkere Natürlichkeit der Sprache zu erreichen.

## Klassifikationen
Es gibt mehrere mögliche Klassifikationen:
- lediglich alternatives Alphabet oder lediglich alternative Grammatik oder lediglich alternatives Vokabular oder eine Mischung dieser drei Typen
- bijektiver oder nichtbijektiver Esperantid: beim bijektiven existiert eine eineindeutige Zuordnung, beispielsweise ed statt kaj in allen Fällen, jedoch nicht beim nichtbijektiven Esperantid wie beispielsweise Ido, in welchem die Endung -a im Esperanto sowohl -a als auch -aj entspricht. oder wie in Linguna kurzes -a für Adjektiv Singular, langes -a für Femininum Singular. Ein weiteres Beispiel für Nichtbijektivität ist die Aufteilung von sed (= aber, sondern) in ma (= aber) und sed (= sondern); siehe z. B. in Linguna: sed (=aber, sondern), … mentau (= nachgestelltes aber), noá (= aber – in schroffem Gegensatz, dagegen).
- Verkleinerung oder Vergrößerung des Alphabets und/oder der Grammatik und/oder des Vokabulars, beispielsweise das kleinere, 17-buchstabige Alphabet von Estève einerseits und die drei Infinitive -ar, -ir, -or des Ido statt des -i im Esperanto andererseits
- naturalistischer oder schematischer als Esperanto, beispielsweise sind qu bzw. qv statt kv und kande, lore, nultempe statt kiam, tiam, neniam (= wann, dann, nie) naturalistischer, jedoch me, vo, lo, mes, vos, los statt mi, vi, li, ni, vi, ili (= ich, du, er, wir, ihr, sie) schematischer, denn 'mi' war aus dem englischen betonten "me", 'vi' aus dem bulgarisch-slawischen „vi-e“, 'li' aus dem italienischen „gli“, 'ni' aus dem bulgarischen "ni-e", 'ili' aus dem lateinischen „illes“ im Esperanto geschöpft worden
- der muttersprachliche Anstrich, beispielsweise der spanischhafte Esperantid von McCoy: „tias homos sendin tre bonas comentos e articolos“ statt „tiuj homoj sendis tre bonajn komentojn kaj artikolojn“ (=diese Leute sandten sehr gute Kommentare und Artikel ein)
- Stabilität des Esperantid, beispielsweise änderten Autoren wie Pleyer oder Goeres (Linguna, in seiner Phase Esperanto Moderna zwischen 1980 und 1992) spätestens jedes Jahr einmal die Grammatik und das Vokabular und sogar das Alphabet
- Eine weitere Unterscheidung ist diejenige nach fiktiven und nichtfiktiven Esperantiden. Fiktive Esperantiden sind solche, welche nur literarische Ziele verfolgen und keine neue Plansprache sein möchten. Fiktiv sind beispielsweise Adjuvilo und Arcaicam Esperantom. Die nichtfiktiven kann man wiederum in radikale Projekte und Kompromissformen unterteilen: radikal ist beispielsweise Ido, Kompromissformen sind Antido und Intal.

Es gibt Esperantiden, wie Ido oder die anderen Projekte von René de Saussure, welche vom Autor selbst als solche bezeichnet werden beziehungsweise weil ihre Struktur die Verwandtschaft offensichtlich werden lässt. Andere Esperantiden werden als solche deklariert, obwohl man die Verwandtschaft zum Esperanto kaum erkennen kann wie im Falle des Romanal. Viele Projekte sind keine unmittelbaren Esperantiden, sondern Reformprojekte eines oder mehrerer Esperantiden.
Die vielen Reformen fußen auf der Überzeugung ihrer Autoren, dass an dem noch nicht international erfolgten Durchbruch des Esperanto lediglich die Sprachstruktur des Esperanto Schuld hat. Die Charakteristika der Esperantiden wechseln häufig von Generation zu Generation: Während in der ersten Hälfte des 20. Jahrhunderts mehr englische, französische und spanische Elemente gefordert wurden, wird seit Ende des Jahrhunderts mehr und mehr der Eurozentrismus des Esperanto kritisiert.
Zamenhof sagte, dass „man vergisst, dass die Welt eine internationale Sprache nicht wegen der einen oder anderen Details nicht annimmt, sondern nur aus Misstrauen gegenüber der Sache an sich“. Er selbst erkannte an, dass sein Esperanto nicht perfekt ist, sondern nur tauglich. Und Tauglichkeit genüge. Keine Plansprache hat eine so lange Tradition, so große Stabilität und so zahlreiche Sprecher wie Esperanto.

## Einige Esperantiden
A
- Adjuvanto (Beaufront)
- Adjuvilo (Claudius Colas)
- Antido (de Saussure, 1907)
- Arcaicam Esperantom, fiktiver Dialekt eines archaischen Esperanto

D
- Dutalingue (1908)

E
- Eo, verkürzte Wortwurzeln (1926)
- Esk (M. Sendahl, Brazilo, 1912 oder 1913)
- Espenov
- Esperando (2000)
- Esperant’, alternativer Jargon
- Esperanta
- Esperanto de DLT, Übersetzungssystem (1983)
- Esperanto moderna
- Esperanto sen flexio
- Esperantida (de Saussure, 1919)
- Esperantido
- Esperantuisho

F
- Framasona Esperanto, spezieller Jargon

I
- Idido
- Ido
- Italico (Triola, 1909)

K
- Konkordio (de Saussure)

L
- Latin-Esperanto, (Giuliano Vanghetti, 1911. Wortschatz aus dem Latino sen fleksio von Peano mit der Grammatik des Esperanto)
- Latin-Ido (Giuliano Vanghetti, mit Einfluss von Ido)
- Linguna – Língua cosmopolita (H. Dito Goeres, 1992, aus Esperanto geboren, mit hellenisch-lateinischem Einfluss)
- Linguo internationala (Evacustes Phipson, Groydon, 1908)
- Lingvo monde (Wladislas Kozlowski, San Diego, 1949)
- Logo (Edgar Darde, Makcjevka, 1907)

M
- Menimo  (Diego Starrenburg, Valencia, 1922)
- Moderna Esperanto (Teddy Hagner, Houston, 1958)
- Mondlango

N
- Normlingva Esperanto, technischer Jargon
- Novam (1928)
- Nov-Esperanto (de Saussure, 1925)
- Nuv-Esperanto (J. Barral, 1910–12)

O
- Ortologia Esperanto

P
- Poliespo, polysynthetisch, für die Cherokee-Sprache
- Popido, fiktiv

R
- Reform-Espranto  (1910)
- Romanal (1912)

S
- Sen:esepera, mit 14 Konsonanten (1996)
- Sintesal (N. Rubinin, Rusio, 1931)
- Slava Esperanto (Josef Konechný, 1912)
- Spelling (Johano Kubacki, Indiana, 1949)

U
- Unitario (1987)
- Universal (1923–1928)
- Universala lingva kodo, fiktiv

V
- Vikto (1981)

X
- Xomeze (Michele Guglielmino, 2009)

Daneben gibt es Plansprachen, die sich teilweise an Esperanto orientieren, aber nebenher auch noch viele andere Einflüsse aufweisen. Ein Beispiel hierfür ist Fasile.